# Accamma Cherian
Accamma Cherian, nascida em Travancore (atual Querala), Índia, foi uma destacada ativista que lutou pela independência indiana. Seu apelido era Jhansi Rani de Travancore, em referência à famosa rainha guerreira do século XIX.

## Biografia

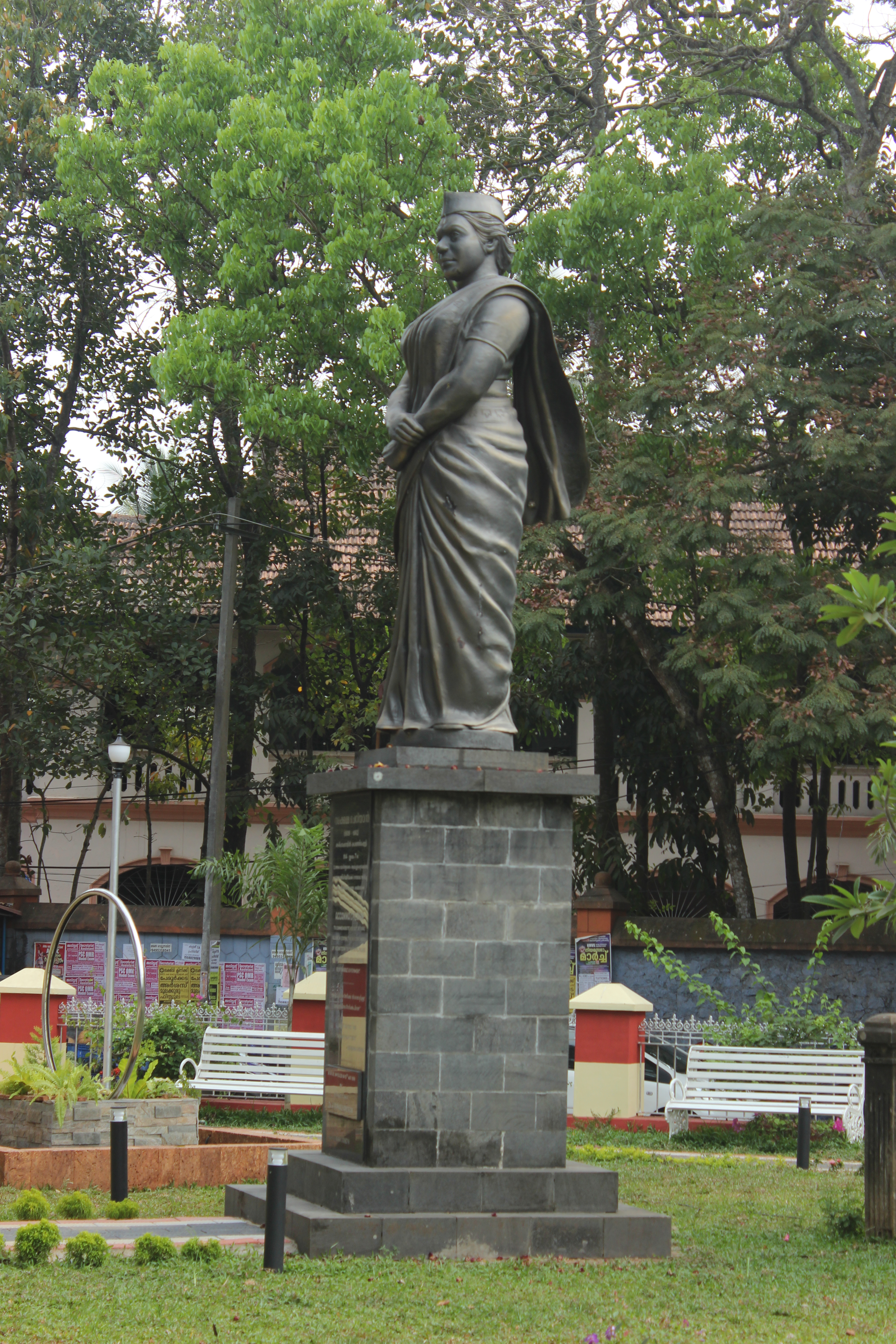
Um monumento em homenagem a Accamma Cherian, a valente ativista da independência da Índia conhecida como a Jhansi Rani de Travancore, está localizado em Vellayambalam, Tiruvanantapura.

Cherian veio ao mundo em 14 de fevereiro de 1909, em Kanjirapally, Travancore. Era a segunda filha de Thomman Cherian e Annamma Karippaparambil, uma família católica romana (Karippaparambil). Recebeu sua educação básica na Government Girls High School, Kanjirapally e na St. Joseph's High School, Changanacherry. Depois, formou-se em História pela St. Teresa's College, Ernakulam.[carece de fontes?]
Iniciou sua carreira como professora na St. Mary's English Medium School, onde chegou a ser diretora. Permaneceu nessa escola por cerca de seis anos, e nesse tempo ela também obteve seu diploma de L. T. no Tri Training College.[carece de fontes?]
Em 1938, decidiu deixar o magistério para se dedicar à causa da independência indiana. Filiou-se ao Congresso Estadual de Travancore, que liderava a resistência contra o domínio britânico na região. O povo de Travancore exigia um governo responsável e democrático, mas o Dewan de Travancore, C. P. Ramaswami Aiyar, tentou sufocar o movimento. Ele declarou o Congresso Estadual ilegal em 26 de agosto de 1938 e prendeu vários de seus líderes, incluindo o presidente Pattom A. Thanu Pillai.
O Congresso Estadual reagiu mudando sua estratégia de agitação. Ele dissolveu seu comitê executivo e concedeu poderes absolutos ao seu presidente, que podia escolher seu sucessor. Assim, onze 'ditadores' (presidentes) do Congresso Estadual se sucederam e foram presos um após o outro. O décimo primeiro ditador, Kuttanad Ramakrishna Pillai, antes de ser capturado, nomeou Accamma Cherian como a décima segunda ditadora do movimento.[carece de fontes?]
Como líder do Congresso Estadual de Travancore, Accamma Cherian organizou uma grande manifestação em 23 de outubro de 1938. Ela e milhares de pessoas marcharam de Thampanoor até o Palácio Kowdiar, onde residia o Maharaja Chithira Thirunal Balarama Varma. Eles protestavam contra a proibição do Congresso Estadual e exigiam a demissão do Dewan, C. P. Ramaswami Aiyar, acusado de várias irregularidades pelos líderes do Congresso Estadual. O chefe da polícia britânica, temendo uma invasão ao palácio, ordenou que seus homens atirassem na multidão. Accamma Cherian, em um gesto de bravura, desafiou a ordem e gritou: "Eu sou a líder; atire em mim primeiro antes de matar os outros". Suas palavras impressionaram tanto as autoridades policiais que elas recuaram e não abriram fogo. M. K. Gandhi, ao saber do ocorrido, elogiou Accamma Cherian como a 'Jhansi Rani de Travancore'. Ela foi presa e condenada por violar ordens proibitivas em 1939.
Accamma Cherian também foi a responsável por fundar o Desasevika Sangh (Grupo Voluntário Feminino) em outubro de 1938, por orientação do comitê executivo do Congresso Estadual. Ela foi a primeira presidente deste grupo que reuniu milhares de mulheres na luta pela liberdade.[carece de fontes?]
Após a independência da Índia em 1947, Accamma Cherian continuou sua carreira política. Ela foi eleita duas vezes para a Assembleia Legislativa de Travancore-Cochin pelo Partido do Congresso Indiano, em 1952 e 1954. Também fez parte do Comitê Central do Partido do Congresso Indiano e do Conselho de Estado da Índia. Em 1964, ela se retirou da vida pública e se dedicou à escrita e à caridade. Ela publicou sua autobiografia, Jeevitham: Oru Samaram (Vida: Uma Luta), em 1972. Morreu em 5 de maio de 1982 em Trivandrum, Querala.
Accamma Cherian é uma das muitas heroínas da luta pela liberdade da Índia que foram esquecidas fora de seu estado natal. Ela é lembrada por sua coragem, sacrifício e liderança na resistência contra o domínio colonial britânico.